# DOK-ING
DOK-ING hrvatska je tvrtka za proizvodnju specijalnih vozila za razminiranje osnovana 1992. godine sa sjedištem u Zagrebu. DOK-ING je razvio i predstavio i automobilski koncept električnog automobila DOK-ING XD.

## Proizvodi
Vozila za razminiravanje:
- MV-1
- MV-2
- MV-3
- MV-4
- MV-10
- MV-20

Vatrogasna vozila
- JELKA-4
- JELKA-10
- MVF-5

Rudarska vozila
- MVD XLP

## Koncepti
- električni automobil DOK-ING XD.
- vatrogasno vozilo FP7 Firerob

## Vanjske poveznice
- Službene stranice
- Dok-Ing d. o. o. Hrvatska tehnička enciklopedija, portal hrvatske tehničke baštine. LZMK